# Consdorf
Consdorf (en luxembourgeois : Konsdref ) est une localité luxembourgeoise et le chef-lieu de la commune portant le même nom située dans le canton d'Echternach.

## Géographie

### Sections de la commune
- Consdorf (siège)
- Breidweiler
- Scheidgen

## Histoire
Des découvertes préhistoriques et romaines montrent que Consdorf se situe dans une ancienne région de colonisation. Consdorf est mentionné dans plusieurs documents du premier millénaire : en 816 en tant que Cunolphi villa, en 953 en tant que Conolfi Villa et au Moyen Âge en tant que Consturf. La localité fit partie des plus anciens territoires de l'abbaye d'Oeren à Trèves et fut, jusqu'à la Révolution française, le centre de la féodalité d'Oeren. L'existence d'une église paroissiale n'est mentionnée qu'en 1229, mais les historiens datent le début de la paroisse en l'an 700.

## Politique et administration

### Liste des bourgmestres
| Identité                        | Période         | Période         | Durée                    | Étiquette |
| Identité                        | Début           | Fin             | Durée                    | Étiquette |
| ------------------------------- | --------------- | --------------- | ------------------------ | --------- |
| Marcel Bausch (d)               | 2007            | 26 octobre 2011 | 4 ans                    |           |
| André Poorters (d) (né en 1954) | 27 octobre 2011 | 6 novembre 2017 | 6 ans et 10 jours        |           |
| Edith Jeitz (d)                 | 7 novembre 2017 | En cours        | 7 ans, 4 mois et 7 jours | DP        |

### Jumelage
- Nazaré (Portugal) depuis 2017[5].

## Population et société

### Démographie
L'évolution du nombre d'habitants est connue à travers les recensements de la population effectués dans le pays depuis 1821. Les recensements décennaux de la population permettent de caler les chiffres sur la composition de la population par sexe, âge, nationalité et commune de résidence. Entre deux recensements, la population au 1er janvier de l’année {\displaystyle x} est évaluée en ajoutant à la population au 1er janvier de l’année {\displaystyle x-1} les soldes naturel (naissances {\displaystyle -} décès) et migratoire (arrivées {\displaystyle -} départs) de l'année. La même méthode est appliquée pour la répartition par âge au 1er janvier et les effectifs totaux par nationalité. Depuis le 1er septembre 2023, le Luxembourg dénombre 100 communes.
Au 1er janvier 2024, la commune comptait 2 127 habitants.
| 1821  | 1851  | 1871  | 1880  | 1890  | 1900  | 1910  | 1922  | 1930  |
| ----- | ----- | ----- | ----- | ----- | ----- | ----- | ----- | ----- |
| 1 449 | 2 165 | 1 626 | 1 714 | 1 472 | 1 510 | 1 336 | 1 217 | 1 193 |

| 1935  | 1947  | 1960  | 1970  | 1978  | 1979  | 1981  | 1983  | 1984  |
| ----- | ----- | ----- | ----- | ----- | ----- | ----- | ----- | ----- |
| 1 205 | 1 129 | 1 039 | 1 056 | 1 138 | 1 144 | 1 194 | 1 220 | 1 220 |

| 1985  | 1986  | 1987  | 1988  | 1989  | 1990  | 1991  | 1992  | 1993  |
| ----- | ----- | ----- | ----- | ----- | ----- | ----- | ----- | ----- |
| 1 260 | 1 300 | 1 330 | 1 365 | 1 406 | 1 424 | 1 434 | 1 493 | 1 495 |

| 1994  | 1995  | 1996  | 1997  | 1998  | 1999  | 2000  | 2001  | 2002  |
| ----- | ----- | ----- | ----- | ----- | ----- | ----- | ----- | ----- |
| 1 529 | 1 504 | 1 517 | 1 573 | 1 599 | 1 640 | 1 649 | 1 745 | 1 779 |

| 2003  | 2004  | 2005  | 2006  | 2007  | 2008  | 2009  | 2010  | 2011  |
| ----- | ----- | ----- | ----- | ----- | ----- | ----- | ----- | ----- |
| 1 742 | 1 767 | 1 759 | 1 754 | 1 734 | 1 763 | 1 769 | 1 803 | 1 823 |

| 2012  | 2013  | 2014  | 2015  | 2016  | 2017  | 2018  | 2019  | 2020  |
| ----- | ----- | ----- | ----- | ----- | ----- | ----- | ----- | ----- |
| 1 814 | 1 827 | 1 845 | 1 883 | 1 902 | 1 953 | 2 005 | 2 024 | 2 101 |

| 2021  | 2022  | 2023  | 2024  | - | - | - | - | - |
| ----- | ----- | ----- | ----- | - | - | - | - | - |
| 2 123 | 2 116 | 2 117 | 2 127 | - | - | - | - | - |

Pour des raisons techniques, il est temporairement impossible d'afficher le graphique qui aurait dû être présenté ici.

## Culture locale et patrimoine

### Lieux et monuments
À Consdorf, on peut visiter l'église paroissiale datant du XVIIIe siècle, avec sa tour gothique du XIIe/XIIIe siècle et son autel baroque avec la statue de saint Barthélémy. La tour a été classée comme monument national. 
Au cœur de la Petite Suisse luxembourgeoise, Consdorf est le point de départ de nombreuses promenades, avec des vues sur la vallée du Müllerthal et la vallée de la Sûre. La région se distingue par des formations rocheuses extraordinaires, au pied desquelles se trouvent les sentiers des promenades.

### Personnalités liées à la commune
- Alphonse Neyens (1886-1971), homme politique et ancien Directeur général des Finances y est né.

### Héraldique, logotype et devise
| Blason de Consdorf | Blason  | Parti de gueules et d'or à l'orle brochant de cinq étoiles aboutées, parti d'argent et de sable. |
| Blason de Consdorf | Détails | Armoiries de la commune luxembourgeoise de Consdorf.                                             |